# Переважний виняток
Переважний виняток - це неформальна помилка узагальнення. Це узагальнення, яке є точним, але має одну або кілька умов, які виключають таку кількість випадків, що те, що залишилося, є набагато менш вражаючим, ніж та, яку можна було б припустити з початкового твердження.

## Приклади
- "Наша зовнішня політика завжди допомагала іншим країнам, за винятком випадків, коли це суперечить нашим національним інтересам..."

Помилковий підтекст полягає в тому, що їхня зовнішня політика завжди допомагає іншим країнам.
Риторичне використання помилки може бути використано для комічного ефекту, як у наведених нижче прикладах:
- «Добре, але крім санітарії, медицини, освіти, вина, громадського порядку, зрошення, доріг, системи прісної води та охорони здоров’я... Що римляни коли-небудь зробили для нас?" – Буття Браяна за Монті Пайтоном

Спроба припущення (у даному випадку помилкова) полягає в тому, що римляни нічого для них не зробили.
- "Ну, я обіцяю, що відповідь завжди буде "так". Якщо не потрібно "ні". – Мадагаскар 2: Втеча до Африки
- "Будь-який клієнт може пофарбувати автомобіль у будь-який колір, який він забажає, якщо цей колір чорний". – Моє життя та робота, Генрі Форд